# 시스템 관리 모드
시스템 관리 모드(System Management Mode, SMM)은 인텔 386SL에 처음 등장한 운영 방식으로 x86 아키텍처의 후반에 나온 마이크로프로세서에서 사용할 수 있다. 일반적인 모든 실행 (운영 체제를 비롯)을 일시 중단하고 구별된 특별한 소프트웨어(보통 펌웨어나 하드웨어 보조 디버거)가 높은 권한으로 실행된다.

## 용도
SMM의 용도 가운데 몇 가지는 다음과 같다:
- 메모리나 칩셋 오류와 같은 시스템 이벤트를 관리한다.
- 높은 CPU 온도나 시스템 끄기와 같은 시스템 보안 기능을 제공한다.
- 팬 켜기와 같은 전원 관리 기능을 제공한다.
- 버그가 있거나 장착되지 않은 메인보드 하드웨어를 가상으로 구현한다.
- USB로부터 PS/2 마우스나 키보드를 가상으로 구현한다.
- 도시바와 IBM 노트북 컴퓨터와 같은 시스템 구성을 담당한다.
- 블랙헷 2008에 보인 높은 권한의 루트킷을 실행한다.[1]
- 신뢰 플랫폼 모듈(TPM)에 대한 콜을 가상으로 구현한다.[2]

## 같이 보기
- MediaGX
- 확장 펌웨어 인터페이스